# Tóth Lóránt
Tóth Lóránt (Sajószentpéter, 1972. április 12. –) fafaragó népi iparművész.

## Élete

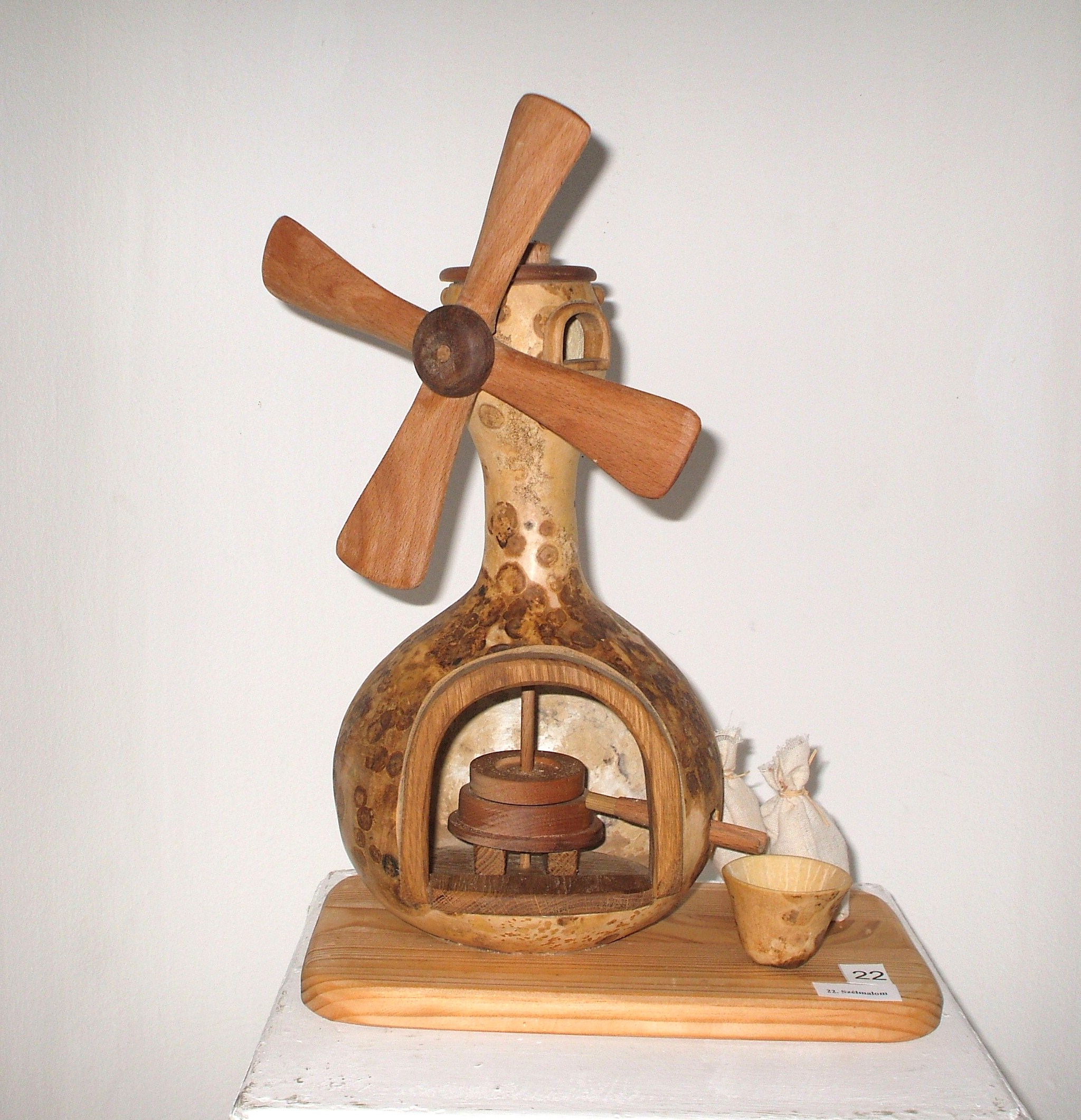
Díjnyertes alkotás: Szélmalom

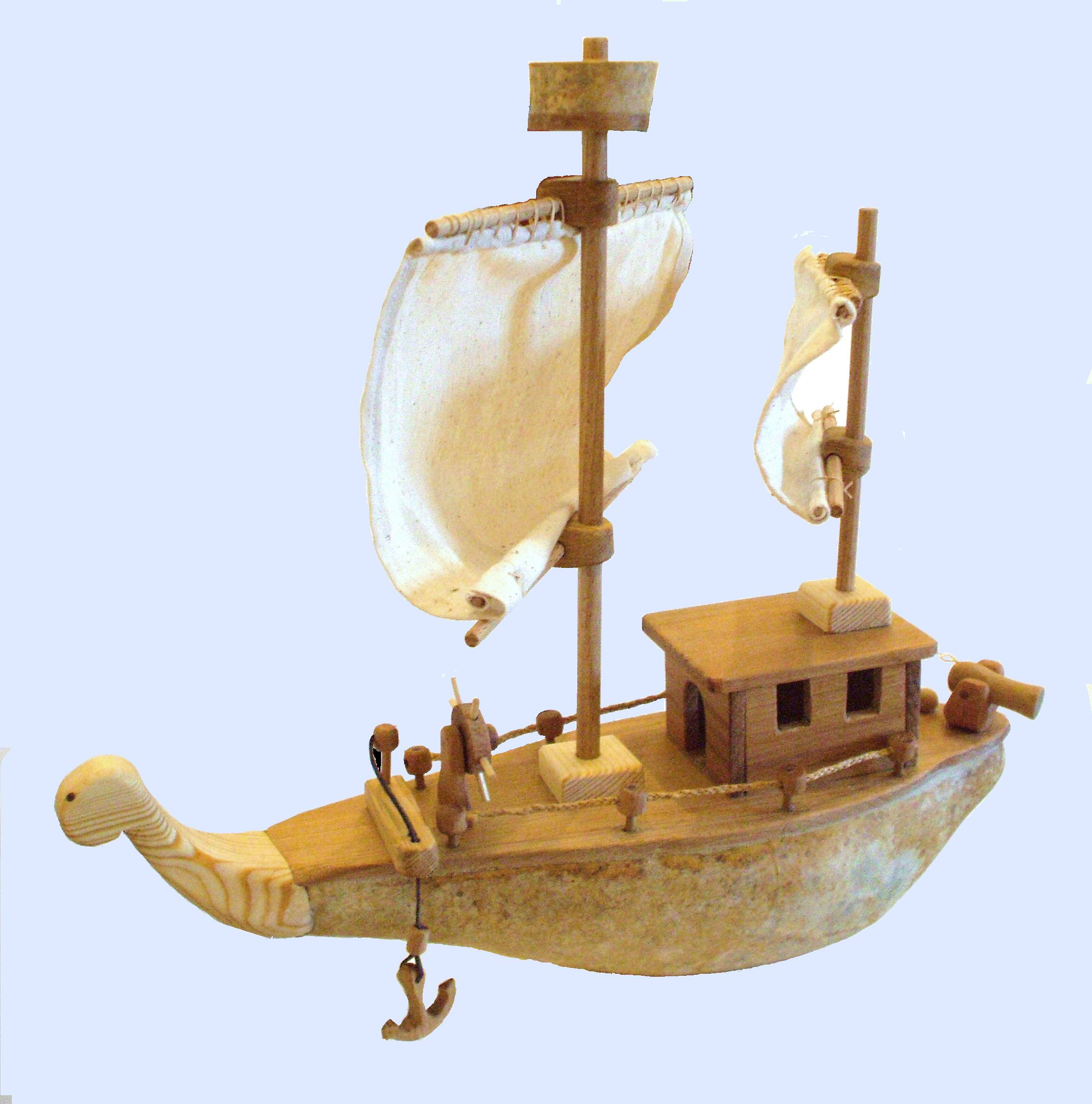
Díjnyertes alkotás: Hajó

Bányászcsalád középső gyermekeként született, az erősáramúberendezés-szerelő és villanyszerelő szakképesítés megszerzése után tizenhat évig ipari munkásként dolgozott. 2008-tól a 2015-ig építőiparban dolgozott.
2015-től egyéni vállalkozóként alkot.
1996-ban kezdett érdeklődni a festészet iránt, felkereste az Izsó Miklós Képzőművészeti Kört, ahol Szerdahelyi Sándor vette a szárnyai alá. Itt ismerte meg Bacsó Istvánt, aki a faszobrászat felé terelte.
1999-től a Gyermekek háza külső dolgozójaként kézműves-foglalkozás keretében oktatja a fiatalokat. 2002-ben Dr. Bánszky Pál művészettörténésztől meghívást kapott a Tokaji Művésztelepre. Tagja a Heves Megyei Népművészeti Egyesületnek, a Sajómenti Népművészeti Egyesületnek és a Játék céhnek. Kobaktökből készült játékaival új irányt nyitott a népi játékkészítésben.

## Díjak, elismerések
- 2000: az Országos Gyermekjáték- és Mézeskalácskiállítás különdíja
- 2001: Kontakt Turiszt különdíj az Id. Kapoly Antal Emlékére megrendezett Országos Fafaragó pályázaton
- 2002: a Népművészet Ifjú Mestere díj
- 2002: Népi Iparművész cím
- 2004: NESZ különdíj az Id. Kapoly Antal Emlékére megrendezett Országos Fafaragó pályázaton
- 2005: Kazincbarcika Önkormányzat Polgármesteri kitüntetése
- 2005: Országos Népművészeti Kiállítás Ezüst oklevele
- 2007: Id. Kapoly Antal Emlékére megrendezett Országos Fafaragó pályázat - Első díj
- 2010: Id. Kapoly Antal Emlékére megrendezett Országos Fafaragó pályázat - Második díj
- 2010: XV. Országos Népművészeti Kiállítás - Játék kategória - Arany oklevél
- 2010: XV. Országos Népművészeti Kiállítás - Fa munkák kategória - Bronz Oklevél
- 2010: Heves megye: jelölés az év embere címre
- 2012: Zilahy György-díj
- 2014: Nagyvisnyó Község Díszpolgára cím
- 2015: Bükki Nemzeti Park Termék védjegy cím[1]
- 2015: Magyar Kereskedelmi és Iparkamara Magyar Kézműves Remek pályázatán kiemelt díjazott - Tóth Lóránt: Fajátékok
- 2015:  XVI. Országos Népművészeti Kiállitás - játék kategória - Arany oklevél
- 2015: Magyar Kézműves Remek díj[2]
- 2019: Zőld vállalkozói különdíj
- 2019:  33. Mesterségek Ünnepén az Év Mestere díj

## Önálló kiállítások
2000 és 2010 között több alkalommal volt látható önálló kiállítása a következő településeken: Izsófalva, Rudabánya, Szendrő, Hidvégardó, Edelény, Kazincbarcika, Eger, Miskolc, Kecskemét.

## Szakirodalom
- Játék Mesterek, Népművészeti Egyesületek Szövetsége 2004.
- Megtartó hagyomány, Népművészeti Egyesületek szövetsége 2005.